# IMAGICA GROUP
株式会社IMAGICA GROUP（イマジカグループ、英: IMAGICA GROUP Inc.）は、日本の持株会社。

## 概要
2002年4月1日設立。当初は当時の（初代）株式会社IMAGICA（2002年4月1日に株式会社エフ・イー・エルへ商号変更、2006年12月1日に会社分割により現支配株主の株式会社クレアートを設立）から新設分割された（2代目）株式会社IMAGICAとして、各種映像サービス事業を行っていたが、2006年4月1日にIMAGICAとROBOTの経営統合が実施され、同社は再び事業を（現）株式会社IMAGICAに分離し、IMAGICAとROBOTの株式を保有する持株会社「株式会社イマジカホールディングス」に商号変更。その後経営支配関係が整理され、同年7月1日に、映画・CM等の各種映像ソフト、アニメーション・CGの企画製作を行う総合プロダクションROBOTと、画像・映像機器の開発・販売を行うフォトロンを中核企業とした「イマジカ・ロボット グループ」の事業を統括する持株会社「株式会社イマジカ・ロボット ホールディングス」に商号変更し、同日業務を開始した。

## 沿革
- 2002年4月 - 株式会社イマジカの商号を株式会社エフ・イー・エルに変更、株式会社エフ・イー・エルの新設分割により株式会社イマジカを設立。
- 2004年12月 - 株式会社フォトロンがジャスダック証券取引所に株式を上場。
- 2006年
  - 3月 - 株式会社ロボットの株式を取得し子会社化。
  - 4月 - 株式会社イマジカの社名を株式会社イマジカホールディングスに変更。映像関連事業の営業を吸収分割により株式会社IMAGICA企画（現株式会社IMAGICA Lab.）に承継し、持株会社体制に移行。
  - 7月 - 株式会社イマジカホールディングスの商号を株式会社イマジカ・ロボット ホールディングスに変更。
- 2011年4月1日 - フォトロンが現業部門を前年に新設された株式会社フォトロン企画に分割した上でイマジカ・ロボット ホールディングス（旧会社）を吸収合併し、イマジカ・ロボット ホールディングス（現行会社）に商号変更。フォトロン企画は株式会社フォトロンに商号変更し同社の完全子会社となる。
- 2012年12月7日 - 東京証券取引所市場第二部に上場。
- 2014年4月25日 - 東京証券取引所市場第一部に指定替え。
- 2015年12月22日 - オー・エル・エムと基本合意書を締結し、同社の子会社化が発表される。2016年4月4日付けで、イマジカ・ロボット ホールディングスが既存の株主から株式譲渡を受け、51.33%まで買い増す事に従って子会社となる[3]。
- 2018年10月1日 - 商号を「株式会社IMAGICA GROUP」へ変更[4]。
- 2021年10月25日 - 本社を東京都品川区東五反田2丁目14番1号から東京都港区海岸1丁目14番2号へ移転[5]。
- 2022年4月 - 東京証券取引所の市場区分の見直しにより、東京証券取引所の市場第一部からプライム市場に移行。
- 2024年
  - 1月 - アプシィ株式会社の株式を取得し子会社化[6]。
  - 3月 - 株式会社イマジカデジタルスケープと同社の子会社2社の全株式を株式会社ボーンデジタルへ譲渡。
- 2025年1月 - アプシィ株式会社を株式会社IMAGICA GEEQへ吸収合併[7]。

## 主なグループ企業

### 映像コンテンツ事業
- 株式会社ROBOT
  - 株式会社IMAGICA IRIS
- 株式会社ピクス
- 株式会社オー・エル・エム
  - 株式会社オー・エル・エム・デジタル
  - 株式会社ビラコチャ
  - Sprite Entertainment Inc.（Sprite Animation Studios）
- 株式会社イマジカインフォス
- 株式会社IMAGICA EEX（イマジカ イークス）

### 映像制作技術サービス事業
- 株式会社IMAGICAエンタテインメントメディアサービス
  - Pixelogic Media Partners, LLC
  - 株式会社IMAGICA SDI Studio
- 株式会社IMAGICA Lab.
  - 株式会社IMAGICAコスモスペース（2024年12月1日付で株式会社コスモ・スペースから商号変更[8]）
  - 株式会社ウェザーマップ
- 株式会社IMAGICA GEEQ

### 映像システム事業
- 株式会社フォトロン
  - フォトロン M&E ソリューションズ株式会社
  - アイチップス・テクノロジー株式会社
  - 株式会社IPモーション
  - 株式会社フォトニックラティス
  - 株式会社ISLWARE
  - 株式会社メディア・ソリューションズ
  - PHOTRON USA, INC.
  - PHOTRON EUROPE LIMITED
  - PHOTRON （SHANGHAI） LIMITED
  - PHOTRON VIETNAM TECHNICAL CENTER LTD.

### その他
- TFトータルサービス株式会社

### 過去のグループ企業
- 株式会社IMAGICAティーヴィ（後の株式会社WOWOWプラス） - WOWOWグループ入りに伴い2017年に離脱。
- 株式会社イマジカ角川エディトリアル（後のパーソルメディアスイッチ株式会社） - パーソルプロセス&テクノロジーとKADOKAWAの共同出資会社。
- 株式会社IMAGICAイメージワークス - 2018年付でIMAGICA Lab.に吸収合併され解散。
- 株式会社IMAGICAウェスト - 2018年付でIMAGICA Lab.に吸収合併され解散。
- 株式会社イマジカデジタルスケープ（後の株式会社デジタルスケープ） - ボーンデジタルグループ入りに伴い2024年に離脱。
  - 株式会社イマジカアロベイス（後の株式会社ALOBASE）
  - 株式会社湘南ハイテク企画
- アプシィ株式会社 - 2025年付でIMAGICA GEEQに吸収合併され解散。
- 株式会社イマジカライブ - 株式会社フォトロンに吸収合併され解散。

## 関連人物

### 役員
2025年4月現在。
代表取締役会長
- 長瀬文男

代表取締役社長執行役員
- 長瀬俊二郎

取締役
- 中村昌志
- 森田正和
- 村上敦子
- 千葉理（監査等委員）
- 山川丈人（監査等委員）
- 中沢ひろみ（監査等委員）

執行役員
- 梅田英士
- 瀧水隆
- 吉沢雅治

### 元役員
- 塚田眞人（元社長）
- 布施信夫（元社長）